# Vernonia
Vernonia – miasto w Stanach Zjednoczonych, w stanie Oregon, w hrabstwie Columbia.